# Мера иррациональности
Мера иррациональности действительного числа {\displaystyle \alpha } — это действительное число {\displaystyle \mu }, показывающее, насколько хорошо {\displaystyle \alpha } может быть приближено рациональными числами.

## Определение
Пусть {\displaystyle \alpha } — действительное число, и пусть {\displaystyle M(\alpha )} — множество всех чисел {\displaystyle \mu } таких, что неравенство {\displaystyle 0<\left|\alpha -{\frac {p}{q}}\right|<{\frac {1}{q^{\mu }}}} имеет лишь конечное число решений в целых числах {\displaystyle p} и {\displaystyle q>0}:
{\displaystyle M(\alpha )=\left\{\mu >0\colon (\exists q_{0}=q_{0}(\mu ,\;\alpha ))\;(\forall p,\;q\in \mathbb {Z} )\;q>q_{0}\Rightarrow \left|\alpha -{\frac {p}{q}}\right|>{\frac {1}{q^{\mu }}}\lor \left|\alpha -{\frac {p}{q}}\right|=0\right\}.}
Тогда мера иррациональности {\displaystyle \mu (\alpha )} числа {\displaystyle \alpha } определяется как точная нижняя грань {\displaystyle M(\alpha )}:
{\displaystyle \mu (\alpha )=\inf M(\alpha ).}
Если {\displaystyle M(\alpha )=\varnothing }, то полагают {\displaystyle \mu (\alpha )=+\infty }.
Другими словами, {\displaystyle \mu } — наименьшее число, такое, что для любого {\displaystyle \varepsilon >0} для всех рациональных приближений {\displaystyle {\frac {p}{q}}} с достаточно большим знаменателем верно, что {\displaystyle \left|\alpha -{\frac {p}{q}}\right|>{\frac {1}{q^{\mu +\varepsilon }}}}.

## Возможные значения меры иррациональности
- {\displaystyle \mu (\alpha )=1} тогда и только тогда, когда {\displaystyle \alpha } — рациональное число.
- Если {\displaystyle \alpha } — алгебраическое иррациональное число, то {\displaystyle \mu (\alpha )=2}.
- Если {\displaystyle \alpha } — трансцендентное число, то {\displaystyle \mu (\alpha )\geqslant 2}. В частности, если {\displaystyle \mu (\alpha )=+\infty }, то число {\displaystyle \alpha } называют лиувиллевым числом.

## Связь с цепными дробями
Если {\displaystyle \alpha =[a_{0};\;a_{1},\;a_{2},\;\ldots ]} — разложение числа {\displaystyle \alpha } в цепную дробь, и {\displaystyle {\frac {p_{n}}{q_{n}}}} — {\displaystyle n}-ая подходящая цепная дробь, то
{\displaystyle \mu (\alpha )=1+\limsup \limits _{n\to +\infty }{\frac {\ln q_{n+1}}{\ln q_{n}}}=2+\limsup \limits _{n\to +\infty }{\frac {\ln a_{n+1}}{\ln q_{n}}}.}
С помощью этой формулы особенно легко найти меру иррациональности для квадратичных иррациональностей, поскольку разложения их в цепные дроби периодичны. Например, для золотого сечения {\displaystyle \varphi =[1;\;1,\;1,\;\ldots ]}, и тогда {\displaystyle \mu (\varphi )=2}.

## Теорема Туэ — Зигеля — Рота
По лемме Дирихле, если {\displaystyle \alpha } иррационально, то существует бесконечное количество таких p и q, что {\displaystyle \left|\alpha -{\frac {p}{q}}\right|<{\frac {1}{q^{2}}}}, то есть {\displaystyle \mu (\alpha )\geqslant 2}. В 1844 году Лиувиллем была доказана теорема о том, что для любого алгебраического числа {\displaystyle \alpha } степени {\displaystyle n} можно подобрать константу {\displaystyle c=c(\alpha )} такую, что {\displaystyle \left|\alpha -{\frac {p}{q}}\right|\geqslant {\frac {c}{q^{n}}}}. В 1908 году Туэ усилил эту оценку. Дальнейшие результаты в этом направлении получили Зигель, Дайсон, Гельфонд, Шнайдер. Наиболее точная оценка была доказана Ротом в 1955 году, полученную теорему называют теоремой Туэ — Зигеля — Рота. Она утверждает, что если {\displaystyle \alpha } — алгебраическое иррациональное число, то {\displaystyle \mu (\alpha )=2}. За это доказательство Рот получил Филдсовскую премию.

## Мера иррациональности некоторых трансцендентных чисел
Для почти всех трансцендентных чисел мера иррациональности равна 2. Хорошо известно, что {\displaystyle \mu \left(e\right)=2}, а также известны числа Лиувилля, которые по определению имеют бесконечную меру иррациональности. Однако для многих других трансцендентных констант мера иррациональности неизвестна, в лучшем случае известна некоторая оценка сверху. Например:
- {\displaystyle \mu \left(\pi \right)\leqslant 7{,}103205334137}[1]
- {\displaystyle \mu \left(\zeta \left(3\right)\right)\leqslant 5{,}513891}
- {\displaystyle \mu \left(\ln 3\right)\leqslant 5{,}116201}
- {\displaystyle \mu \left(\pi ^{2}\right)\leqslant 5{,}09541179}[2]
- {\displaystyle \mu \left({\frac {\pi }{\sqrt {3}}}\right)\leqslant 4{,}230464}[3]
- {\displaystyle \mu \left(\ln 2\right)\leqslant 3{,}57455391}